# Iŭjeŭski Rajon
Iŭjeŭski Rajon (vitryska: Іўеўскі Раён, ryska: Iv’yevskiy Rayon) är ett distrikt i Belarus. Det ligger i voblasten Hrodna voblast, i den nordvästra delen av landet, 120 km väster om huvudstaden Minsk.